# ワチュク・ナァツ
ワチュク・ナァツ（Nwachukwu Nath、1997年8月7日 - ）は、日本のプロボクサー。東京都福生市出身。第39代OPBF東洋太平洋スーパーウェルター級王者。八王子中屋ボクシングジム所属。かつてはマーベラスジム所属だった。

## 来歴
父がナイジェリアで母が日本のハーフ。
2017年10月6日のプロデビュー戦は3回TKO勝ち。
2018年東軍代表ミドル級新人王として、西軍代表京原和輝を相手に4回1-1（38-38×3）のドローだが優勢点によって全日本新人王を獲得。
2020年11月7日、後楽園ホールでの第596回ダイナミックグローブのメインイベントでWBOアジアパシフィックスーパーウェルター級王者井上岳志と対戦し、8回0-3（75-78、74-78、73-79）判定負けでプロ初黒星。
翌2021年7月20日、後楽園ホールでのゴールデンチャイルド129のメインイベントにて元WBOアジアパシフィック・OPBF東洋太平洋ミドル級二冠王者細川チャーリー忍と対戦し、8回3-0（77-75、78-74、79-73）で判定勝ち。同年11月17日、オーストラリアシドニー、クードスバンク・アリーナでのセミイベントでIBOインターナショナルスーパーウェルター級王者ウェイド・ライアンとIBOインターナショナルスーパーウェルター級タイトルマッチを行い、10回0-3（90-99、90-100、91-99）判定負けでIBOインターナショナル王座獲得ならず。
2022年6月4日、後楽園ホールでの第612回ダイナミックグローブのメインイベントにて井上岳志とスーパーウェルター級10回戦を行い、10回0-3（94-96×2、93-98）判定負けで2年振りの再戦での雪辱は果たせなかった。同年12月18日、住吉区民センターでの「株式会社アクトプレゼンツYou will be the Champion15」のメインイベントにて日本ミドル級王者の国本陸との日本ミドル級タイトルマッチを行い、10回0-3（94-96、93-97×2）判定負けで日本王座獲得失敗。
そして2025年7月31日、後楽園ホールでの『フェニックスバトル140』のセミイベントにて左右田泰臣とOPBF東洋太平洋スーパーウェルター級王座決定戦を行い、12回3-0（117-110、118-110×2）判定勝ちでOPBF王座獲得。

## 獲得タイトル
- 全日本ミドル級新人王
- 第39代OPBF東洋太平洋スーパーウェルター級王座（防衛0）

## 戦績
- プロボクシング - 15戦9勝4敗2分（4KO）